# Deileptenia gravinotata
Deileptenia gravinotata là một loài bướm đêm trong họ Geometridae.